# Cryptosylvicola randrianasoloi
A Cryptosylvicola randrianasoloi a madarak osztályának verébalakúak (Passeriformes) rendjébe és a madagaszkári poszátafélék (Bernieridae) családja tartozó Cryptosylvicola nem egyetlen faja.

## Rendszerezése
A fajt Steven M. Goodman, Olivier Langrand és Bret M. Whitney írták le 1996-ban.

## Előfordulása
Madagaszkár területén honos. Természetes élőhelyei a szubtrópusi és trópusi síkvidéki és hegyi esőerdők. Állandó, nem vonuló faj.

## Megjelenése
Testhossza 12 centiméter.

## Természetvédelmi helyzete
Az elterjedési területe nagy, egyedszáma ugyan csökken, de még nem éri el a kritikus szintet. A Természetvédelmi Világszövetség Vörös listáján nem fenyegetett fajként szerepel.